# Bert is Evil
Bert is Evil was een humoristische internetsite, oorspronkelijk gecreëerd door Dino Ignacio. De running gag van deze site was dat het personage Bert uit het kinderprogramma Sesamstraat kwaadaardig zou zijn. In 1998 namen Dino Ignacio, Wout Reinders en Jasper Hulshoff Pol in San Francisco voor de site de Webby Award in ontvangst.
De website bevatte gemanipuleerde foto's van Bert, onder anderen samen met Hitler, Osama bin Laden en O.J. Simpson. Bovendien werd Bert in verband gebracht met de moord op John F. Kennedy, en andere (kwalijke) historische gebeurtenissen.
Door de enorme populariteit van de site en de daarbij komende hostingkosten, bleek het voor Ignacio onmogelijk de website in de lucht te houden. In de zomer van 1998 stopte de originele website. De bezoekers werden opgeroepen de website zo veel mogelijk te verspreiden. Hiervoor werd de site als zipbestand aangeboden.
In 2001 haalde Bert is Evil het landelijke nieuws. Een afbeelding van Bert samen met internationaal terrorist Osama bin Laden dook op bij een pro-Osamabetoging in Bangladesh. Voor Ignacio was dit de reden om de Bert is Evil-sectie definitief van zijn website te verwijderen. Volgens Ignacio was Bert is Evil te dicht bij de realiteit gekomen en wilde hij het Sesamstraatpersonage niet verder beschadigen.